# Ba (cidade)

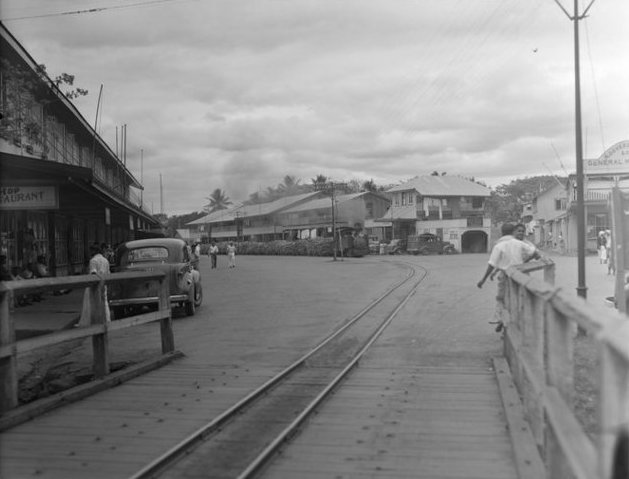
Comboio de cana-de-açúcar na via férrea, na estrada em Ba, 24 de setembro de 1949.

Ba é uma cidade de Fiji, localizada à 37 quilômetros de Lautoka e à 62 quilômetros de Nadi, em Viti Levu, a maior ilha de Fiji. Possui um área de 327 km quadrados, com uma população de 14.596 pessoas (censo de 1996). A cidade está construída na margem do Rio Ba, que deu nome à cidade.